# TUX Web服务器
TUX Web服务器是一种适用于Linux的内核中的Web服务器，以GNU通用公共许可证（GPL）许可，由英格·蒙內维护。
它目前局限于提供静态网页，并协调内核空间模块、使用者空間模块和常规用户空间的Web服务器守护进程来提供动态内容。常规用户空间的Web服务器不需进行修改就可与TUX协调，但用户空间的代码必须使用基于tux(2)系统调用的新接口。
TUX和其他Web服务器的主要区别包括：
- TUX部分在定制版本的Linux内核中运行，部分以用户空间守护进程运行。
- 搭配支持的network card时，TUX可以将页面缓存以矢量I/O（英语：Vectored I/O）DMA直接发到网络。
- TUX仅能提供静态网页。